# Fanny Cadeo
Fanny Cadeo (sinh ngày 11 tháng 9 năm 1970) là một nữ diễn viên trưng sắc, người mẫu, nhân vật truyền hình và ca sĩ người Ý.
Cadeo sinh ra ở Lavagna và học diễn xuất với Beatrice Bracco. Cô đã đạt được thành công đầu tiên của mình vào năm 1992 khi cô là một trong những nữ diễn viên đầu tiên xuất hiện trong Striscia la notizia và ở lại với chương trình cho đến năm 1994. Từ năm 2013, cô là người dẫn chương trình truyền hình Rai Due Il Cercasapori.
Cadeo có con gái sinh năm 2014 từ mối quan hệ của cô với một doanh nhân người Ý, Stefano Caviglia.

## Tiểu sử
Trước khi tham gia giới showbiz, cô đã tốt nghiệp bằng các ngôn ngữ tại Liceo Lingiustico Santa Marta trong Chiavari và tham gia một số khóa học ca hát, khiêu vũ và nhạc jazz hiện đại. Cô xuất hiện trên truyền hình với tư cách là một velina trình bày Striscia la notizia (1992 và 1994). 
Cô cũng đã thực hiện một số bài hát, chẳng hạn như một trang bìa của "Mambo italiano" (1993),"I want your love" (1994) và "Living in the Night" (2000).
Năm 1995, cô đã đóng một vai chính trong bộ phim Trinita & Bambino... e adesso tocca a noi!. Năm 2003, cô tham gia dàn diễn viên Buona Domenica.
Năm 2012, cô đóng vai Portia trong vở kịch The Merchant of Venice của Shakespeare  do Andrea Buscemi đạo diễn. Từ năm 2012 đến 2014, cô làm việc cho Rai Radio 1 trên chương trình L'Italia che va với Daniel Della Seta.